# Hyles clementiae
Hyles clementiae är en fjärilsart som beskrevs av Bayard. 1928. Hyles clementiae ingår i släktet Hyles och familjen svärmare. Inga underarter finns listade i Catalogue of Life.